# Raul Dael
Raul Bautista Dael (ur. 10 października 1966 w Jasa-an) – filipiński duchowny katolicki, biskup Tandag od 2018.

## Życiorys

### Prezbiterat
Święcenia kapłańskie otrzymał 7 czerwca 1993 i został inkardynowany do archidiecezji Cagayan de Oro. Po kilkuletnim stażu wikariuszowskim i studiach w Manili został wykładowcą seminarium, gdzie pracował do 2016. W kolejnych latach był wikariuszem biskupim ds. duchowieństwa.

### Episkopat
26 lutego 2018 papież Franciszek  mianował go biskupem ordynariuszem diecezji Tandag. Sakry udzielił mu 7 czerwca 2018 metropolita Manili – kardynał Luis Antonio Tagle.